# Oladipo Ayinla
Oladipo Solomon Ayinla (Lagos, 8 settembre 1964) è un ex cestista nigeriano con cittadinanza britannica.

## Carriera
Con la Nigeria ha disputato i Campionati africani del 1997 e i Campionati mondiali del 1998.